# Bous (Saarland)
Bous è un comune tedesco di 6 978 abitanti, situato nel land della Saarland.